# Stoneham (Maine)
Stoneham è un comune degli Stati Uniti d'America, situato nello stato del Maine, nella contea di Oxford.